# Malas influencias
Malas influencias (título original: Bad Influence) es una película estadounidense de 1990 dirigida por Curtis Hanson y protagonizada por James Spader, Rob Lowe y Rosalyn Landor.

## Argumento
Cuando está a punto de recibir una paliza en un bar, Michael, un joven ejecutivo es salvado gracias a un desconocido. Más tarde ambos se encontrarán de nuevo y ambos harán amistad. Sin embargo, a raíz de ese encuentro la vida de Michael irá cambiando drásticamente, sin que se dé cuenta de que su nuevo amigo es en realidad un completo psicópata.

## Reparto
| Actor             | Perosnaje     |
| ----------------- | ------------- |
| James Spader      | Michael Boll  |
| Rob Lowe          | Alex          |
| Rosalyn Landor    | Britt         |
| Tony Maggio       | Patterson     |
| Kathleen Wilhoite | Leslie        |
| Marcia Cross      | Ruth Fielding |
| Palmer Lee Todd   | Mujer desnuda |
| John de Lancie    | Howard        |

## Producción
El papel de Michael Boll fue ofrecido a Matthew Broderick, Tom Cruise y Robert Downey Jr.. Todos rechazaron el papel. Finalmente James Spader lo obtuvo. En cuanto a Alex, Nicolas Cage y Kevin Costner fueron considerados para interpretarlo. Cuando lo rechazaron, lo obtuvo finalmente Rob Lowe. Una vez obtenido, Lowe investigó su papel viendo horas de imágenes del asesino en serie Ted Bundy para prepararlo correspondientemente.
Una vez preparado todo para hacer la película, se empezó a producirla el 3 de julio de 1989. Se rodó para ello en Los Ángeles, California, y, una vez terminada, se estrenó el 9 de marzo de 1990.

## Recepción
Hoy en día la película ha sido valorada en portales cinematográficos y por críticos profesionales. En IMDb, con aprosimadamente 3200 votos registrados, el filme obtiene una media ponderada de 6,3 sobre 10. En cuanto a Rotten Tomatoes, los más de 2500 votos registrados en el portal dieron a la producción cinematográfica una valoración media de 3,3 de 5, mientras que 20 críticos pfesionales registrados allí le dan una valoración media de 6,1 de 10. También cabe destacar, que en La Vanguardia el 60 % de los usuarios registrados allí le dieron una valoración positiva.